# Das Graveyard-Buch
Das Graveyard-Buch ist ein Fantasy-Buch des englischen Autors Neil Gaiman. In der Geschichte geht es um einen Jungen namens Nobody Owens, der von den Bewohnern eines Friedhofes adoptiert und aufgezogen wurde, nachdem seine Familie von einem Unbekannten ermordet worden war.

## Ausgaben
Das Graveyard-Buch (englisch The Graveyard Book) erschien zunächst im September 2008 in den Vereinigten Staaten bei HarperCollins und einen Monat später in Großbritannien bei Bloomsbury Publishing. In deutscher Sprache kam es aus dem Englischen übersetzt von Reinhard Tiffert im Arena Verlag 2009 heraus (312 Seiten, ISBN 978-3-401-06463-5). Es existiert eine fünf CDs umfassende Kurzfassung in deutscher Sprache als Hörbuch (Das Graveyard-Buch, Tonträger, gelesen von Jens Wawrczeck, Regie: Kai Lüftner, München : Der Hörverlag, 2009, ISBN 978-3-86717-424-4)

## Inhalt
Im Buch werden die Abenteuer des Jungen Nobody (genannt Bod) bis zu dessen Erwachsenwerden mit etwa 17 Jahren erzählt. Jedes Kapitel ist eine Kurzgeschichte, dazwischen liegen jeweils ein oder zwei Jahre.
Zu Beginn der Geschichte tötet der Mann Jack alle Mitglieder einer Familie, außer dem Kleinkind in der Dachkammer. Das Kleinkind war aus seinem Gitterbett geklettert, durch die offenstehende Haustür bis zu einem Friedhof gekrabbelt, wo die Friedhofsbewohnerin Mrs. Owens ihn findet und den Jungen behalten möchte. Die Bedenken der restlichen Friedhofsbewohner werden zerstreut als die Dame auf dem Grauschimmel erscheint und auf Behalten entscheidet. Mr. und Mrs. Owens werden die Pflegeeltern des Jungen. Das Kleinkind erhält den Namen Nobody Owens und wird zum Ehrenbürger des Friedhofes ernannt. Silas willigt ein, für den Jungen zu sorgen. Er kann den Mann Jack überzeugen, dass er die Spur des Jungen verloren hat und ihn dazu bringen, umzukehren.
Als Junge freundet er sich mit Scarlett an. Mit ihr entdeckt er das Geheimnis des Sleer, der seit tausenden von Jahren in einem Hünengrab auf seinen Meister wartet.
Einmal wird er von Ghulen entführt und von Miss Lupescu gerettet.
Bod freundet sich mit Liza, einer jugendlichen Hexe an. Diese ist sehr traurig, dass sie keinen Grabstein hat. Bod begibt sich in die Stadt, um ihr einen Grabstein zu besorgen und wird dabei von einem habgierigen Pfandhausbesitzer festgehalten. Mit Lizas Hilfe kann er sich befreien und ihr einen etwas unkonventionellen Grabstein verschaffen. 

Der Versuch, eine normale Schule zu besuchen, endet mit einem Misserfolg, da es ihm nicht wie geplant gelingt, sich aus allem herauszuhalten.
Seine Eltern und Silas bringen ihm Fähigkeiten bei, wie er sich unsichtbar machen, spuken und in die Träume anderer Menschen eindringen kann.
Währenddessen sucht der Mann Jack weiterhin nach dem Jungen, den er damals nicht töten konnte. Er handelt im Auftrag einer uralten geheimen Organisation, der Jacks für Alle Fälle, deren Sturz durch den Jungen geweissagt wurde.
Als Bod etwa 16 Jahre alt ist, verlassen Silas und Miss Lupescu zusammen den Friedhof, und Scarlett, seine Freundin aus Kindertagen, kehrt in die Stadt zurück. Sie freunden sich wieder an. Scarlett hat aber auch einen Historiker kennengelernt, der nicht weit von Friedhof wohnt. Der Historiker, Jack Frost, lebt in Bods früherem Haus. Als Bod in das Haus zurückkehrt, wird er von dem Mann Jack und weiteren Mitgliedern der Jack für Alle Fälle angegriffen. Er kann zum Friedhof fliehen und dort die zwei anderen Jacks besiegen. Jack Frost nimmt Scarlett in der Kammer des Sleer als Geisel. Dort erliegt der Jack den Verlockungen des Sleer nach Macht und Reichtum und sagt diesem, dass er sein Meister wäre. Der Sleer ergreift den Jack und sie verschwinden im Inneren des Grabes.
Silas kehrt zurück. Er hat zusammen mit Miss Lupescu gegen die restlichen Jacks für Alle Fälle gekämpft und gesiegt, wobei Miss Lupescu starb. Die geheime Organisation ist somit besiegt. Scarlett ist durch die Ereignisse der Nacht sehr verstört und Silas löscht alle ihre Erinnerungen an die Ereignisse.
Als Bod mit etwa 17 Jahren die Ehrenbürgerschaft des Friedhofes verliert, muss er sich von seinen Pflegeeltern und allen Friedhofsbewohnern verabschieden. Silas übergibt ihm einen Pass auf den Namen Nobody Owens und Bod verlässt den Friedhof, um ein neues Leben zu beginnen.

## Hintergrund
Gaiman hatte die Idee zu der Geschichte 1985, als er mit seinem zweijährigen Sohn Mike auf einem Friedhof zum Dreiradfahren war. Die Familie lebte damals in der Nähe des Friedhofes in East Grinstead, West Sussex. Er dachte, er könne so etwas wie Das Dschungelbuch auf einem Friedhof schreiben.

## Hauptfiguren
- Nobody Owens: Der Hauptheld des Buches, der meist nur Bod genannt wird. Seine Eltern und seine siebenjährige Schwester wurden ermordet, als er ein Kleinkind war. Er wurde daraufhin ein Ehrenbürger des Friedhofes und Pflegesohn der vor mehreren hundert Jahren verstorbenen  Familie Owens. Der geheimnisvolle Silas wird sein Patenonkel und Lehrer.

- Silas: Bods Lehrer und Vormund. Er ist für Bod solange verantwortlich, bis dieser erwachsen ist. Er ist nach eigenem Bekunden nicht tot, aber auch nicht lebendig. Er kann, im Gegensatz zu den Einwohnern des Friedhofes, diesen verlassen, und so Lebensmittel für Bod in der Stadt besorgen. Wahrscheinlich ist er ein Vampir. Er ist ein Mitglied der Ehrengarde.

- Miss Lupescu: ist Bods Lehrerin. Während längerer Abwesenheiten von Silas kümmert sie sich um Bod. Anfänglich scheint sie abweisend und kalt, aber als Bod durch die Ghule in ernste Gefahr gerät, ist sie zur Stelle. Es stellt sich heraus, dass sie ein Hund Gottes (d. h. ein Werwolf) ist und ebenfalls ein Mitglied der Ehrengarde. Lupescu ist ein rumänischer Name (“lup” = Wolf).

- Elizabeth „Liza“ Hempstock: ist eine jugendliche Hexe. Sie ist auf dem Schindanger außerhalb des geweihten Friedhofsgeländes begraben. Sie wünscht sich einen Grabstein zur Markierung ihrer letzten Ruhestätte.

- Scarlett Amber Perkins: ein lebendes Mädchen. Im Alter von fünf Jahren freundet sie sich mit Bod an. Als sie mit ihren Eltern aus dem Ort wegzieht, trennen sich ihre Wege. Als Bod und Scarlett 15 Jahre alt sind, wohnt Scarlett wieder in der Stadt. Sie kehrt zum Friedhof zurück und trifft auf Jack Frost, den Mann, der Bods Familie getötet hat.

- Der Mann Jack: der Mörder, der Bods Eltern und Schwester ermordet hat. In der zweiten Buchhälfte wird enthüllt, dass er Mitglied in einer uralten geheimen Organisation ist, den Jacks für Alle Fälle. Er nennt sich Jack Frost. Die Organisation möchte Bod aufgrund einer uralten Prophezeiung töten, nach der er der Mensch ist, die die Organisation zerstören wird. Er wird am Ende durch den Sleer ins Innere des Hünengrabes mitgenommen.

- Mr. & Mrs. Owens: Bewohner des Friedhofes, die Bod als Kleinkind adoptieren. Zu Lebzeiten waren sie ungewollt kinderlos und so kümmern sie sich aufopferungsvoll um Bod.

- Jacks für Alle Fälle: eine Gruppe von Männern, die sich alle Jack nennen. Die Wurzeln der Organisation reichen weit zurück bis ins Alte Ägypten und „noch vor Babylon“. Sie sind für die Ermordung von Bods Familie verantwortlich. Es wurde ihnen geweissagt, dass das Erwachsenwerden von Bod das Ende ihres Ordens bedeutet. So versuchen sie, Bod zu töten.

- Die Ghule: eine Gruppe von abscheulichen übernatürlichen Kreaturen. Sie streifen durch die Welt und stiften Unheil. Sie sind hinterhältig und tragen die Namen ihres ersten Opfers. Sie entführen Bod und wollen ihn zur Hauptstadt der Ghule, Ghulheim, bringen.

- Der Sleer: eine uralte Kreatur, die tief in einem Hünengrab residiert.

## Auszeichnungen
Am 26. Januar 2009 gewann Das Graveyard Buch die Newbery Medal.
Das Buch gewann 2009 den Hugo Award in der Kategorie „Best Novel“. Am 24. Juni 2010 gewann das Buch die Carnegie Medal.

## Rezensionen
- „Neil Gaiman, Das Graveyard Buch“ auf Literaturzirkel.eu
- „Das Graveyard Buch“ auf grimoires.de
- „The Graveyard Book: A Review“ in The Fiction Circus
- „Raised by Ghosts“ in der The New York Times
- „Ghost stories“ in The Guardian
- „The Graveyard Book“ beim The A.V. Club